# Karya Baru
Karya Baru is een bestuurslaag in het regentschap Palembang van de provincie Zuid-Sumatra, Indonesië. Karya Baru telt 22.540 inwoners (volkstelling 2010).